# Liedon Parma
Liedon Parma ry ist ein 1907 gegründeter Sportverein aus der südwestfinnischen Stadt Lieto in der Nähe von Turku. Es bestehen Abteilungen in den Sportarten Leichtathletik, Orientierungslauf, Skilanglauf, Skispringen und Volleyball.
Der Verein ist Betreiber der Parmaharju-Schanzen in Lieto.

## Orientierungslauf
Der Verein gewann bislang dreimal bei der Jukola- bzw. der Venlastaffel. 1982 gewann die Herrenstaffel auch die Tiomila in Schweden. Bei finnischen Staffelmeisterschaften waren die Herren bislang fünfmal, die Damen elfmal erfolgreich.
Seit 2003 besteht unter der Bezeichnung MS Parma eine Startgemeinschaft mit dem Orientierungslaufverein Mynämäen Suunnistajat -52 aus Mynämäki.
Bekannte Läuferinnen des Vereins waren Liisa Veijalainen und Reeta-Mari Kolkkala.

### Erfolge
- Jukola-Siege: 1969, 1972 und 1974
- Venla-Siege: 1995, 2000 und 2001

- Tiomila-Siege (Herren): 1982

- Finnische Staffelmeisterschaft (Herren): 1969, 1970, 1972, 1981 und 1986
- Finnische Staffelmeisterschaft (Damen): 1976, 1981, 1982, 1983, 1984, 1985, 1986, 1998, 2000, 2001 und 2003

## Volleyball
2010 gewann die Herrenmannschaft des Vereins gegen Haukivuoren Kisailijat den Suomen Cup. Das Team spielt in der Saison 2013/14 in der zweitklassigen 1-sarja.